# Ana Poltronieri
Ana Gabriela Poltronieri Maffio (San José, 31 de octubre de 1929 - Ibidem, 10 de septiembre de 2015) fue una actriz y maestra costarricense pionera del desarrollo teatral del país. Está considerada como una de las actrices más destacadas de la escena de Costa Rica.

## Biografía
Nació en San José, el 31 de octubre de 1929. De padres italianos, era la menor de once hermanos que la llamaban "La Poltro". se formó en la Escuela Julia Lang y en el Colegio Superior de Señoritas antes de ingresar en la Facultad de Pedagogía de la Universidad de Costa Rica donde se graduó de maestra en 1949 dedicándose durante veinte años a esta profesión en instituciones de educación primaria. Trabajó en la Escuela de Cinco Esquinas de Tibás, y formó parte en el experimento pedagógico de la Escuela Nueva Laboratorio. También fue profesora en el departamento de Artes Dramáticas de la Universidad de Costa Rica.

### Trayectoria artística
Inició su carrera de actuación en 1952 por casualidad cuando asistió a un ensayo. Más adelante se integró en el Teatro Universitario interpretando tanto personajes cómicos como dramáticos en diversos grupos de teatro: Compañía Nacional de Teatro, El Arlequín y el Teatro del Ánges.  Pisó varios escenarios en Centroamérica, México, Venezuela y España donde vivió durante un año donde estudió teatro y siguió cursos para perfeccionar técnicas de interpretación.
Protagonizó entre otras obras, La zapatera prodigiosa y La casa de Bernarda Alba de García Lorca; Antígona de Sófocles; Las manos sucias, de Sartre; Pigmalión, de Shaw; La importancia de llamarse Ernesto, de Wilde; La visita de la vieja dama de Durrenmatt y Topaze, de Pagnol; El pedido de mano de Chejov, Delito en la isla de las cabras, de Betti; El malentendido, de Camus; Seis personajes en busca de un autor, de Pirandello; Danza macabra, de Strindberg; Tartufo y El avaro, de Molière, y Las sillas, de Ionesco.
De autores nacionales, participó en la puesta en escena de La seguay El héroe, de Alberto Cañas; A ras del suelo de Luisa González; La colina, Ese algo de Dávalos y La casa, de Daniel Gallegos; Las fisgonas de Paso Ancho, de Samuel Rovinsky, y Farsa de alcoba y El chispero, de Lucho Barahona.
En 1971 su interpretación de Las Sillas de Eugène Ionesco le valió el Premio Nacional de Cultura a la Mejor Actriz.  
En 1990 fue reconocida como profesora emérita de la Escuela de Artes Dramáticas.

## Fallecimiento
Falleció en San José, el 10 de septiembre de 2015 a los 85 años de edad, un cáncer de pulmón.

## Premios y reconocimientos
- 1967, recibió el premio de la Asociación de Escritores de obras literarias, científicas y artísticas de Costa Rica.
- 1968, 1970, 1971 y 1988 fue galardonada con el Premio Nacional de Teatro a la Mejor Actriz.
- 1988 Premio Áncora, otorgado por el periódico La Nación.
- 1990 Declarada profesora emérita de la Escuela de Artes Dramáticas el 21 de septiembre de 1990.
- 2001, el Instituto Internacional del Teatro la homenajeó en México como “una de las mejores actrices del continente”.[2]
- La Municipalidad de San José la declaró “hija predilecta” y bautizó con su nombre la avenida de la urbanización Rohrmoser, que se sitúa enfrente de la que fuera su casa.
- 2015, el Ministerio de Cultura, el Teatro Nacional y el Centro Costarricense de Producción Cinematográfica le rindieron homenaje en el Teatro Nacional.